# Ytterfjärden
Ytterfjärden är en vik i Finland. Den ligger i Pyttis i landskapet Kymmenedalen, i den södra delen av landet, 90 km öster om huvudstaden Helsingfors.